# BMD-1
BMD-1 je sovjetsko borbeno vozilo pješaštva na gusjenicama namijenjeno zračno-desantnim snagama. Iako površinski nalikuje na BMP, od njega je lakši i manji.

## Unutarnje poveznice
- BMD-2 - BMD-3
- BMP-1 - BMP-2 - BMP-3